# Miwa Takada
Miwa Takada (高田美和, Takada Miwa), née le 5 janvier 1947 à Kyoto, est une actrice japonaise.

## Biographie

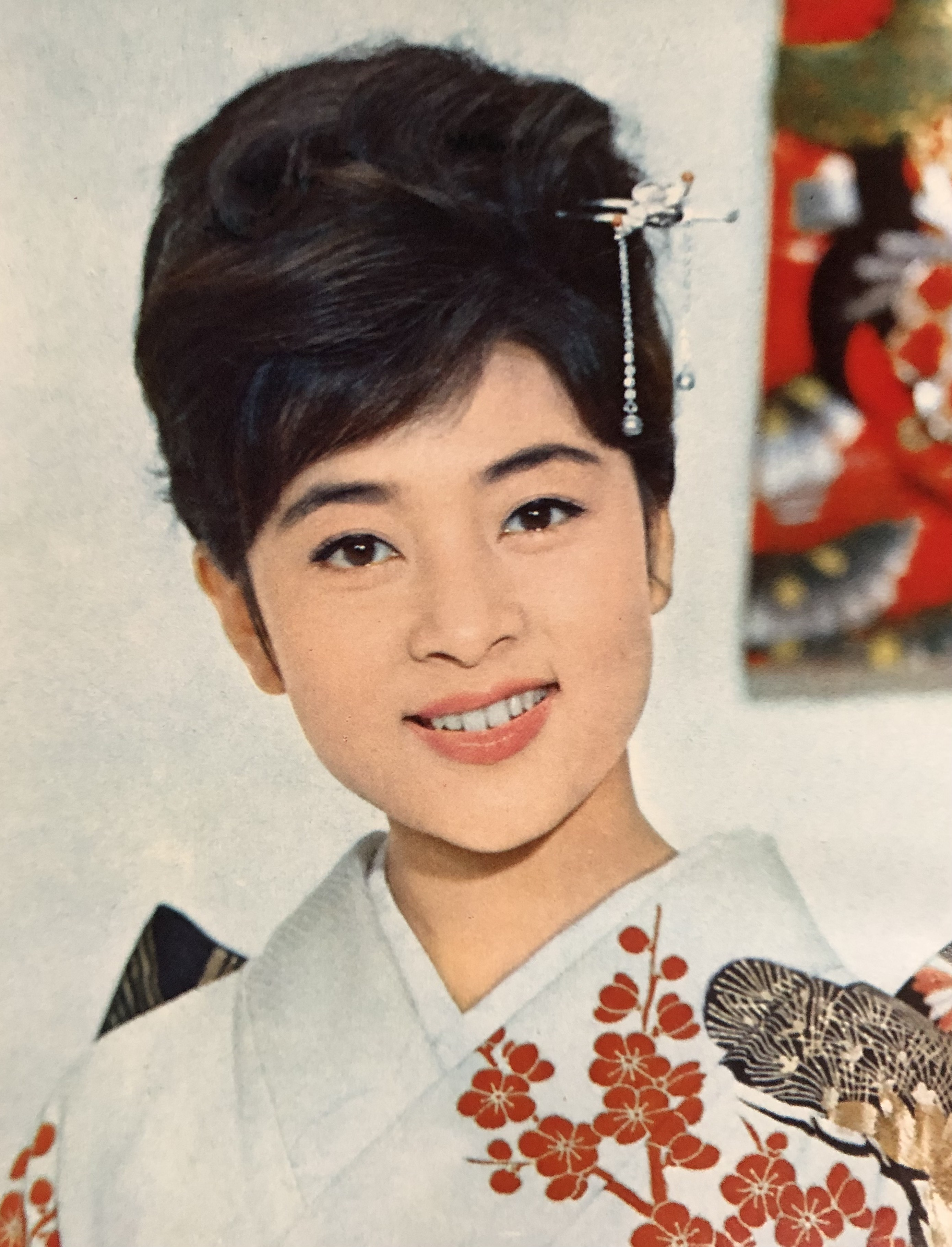
Miwa Takada en 1965.

Miwa Takada est apparue dans 34 films entre 1962 et 1982.

## Filmographie
- 1962 : Aobajō no oni (青葉城の鬼?) de Kenji Misumi
- 1962 : Tateshi Danpei (殺陣師段平?) de Shunkai Mizuho (ja)
- 1962 : Yōki na tonosama (陽気な殿様?) de Kazuo Mori
- 1963 : Le Troisième mur (女系家族, Nyokei kazoku?) de Kenji Misumi

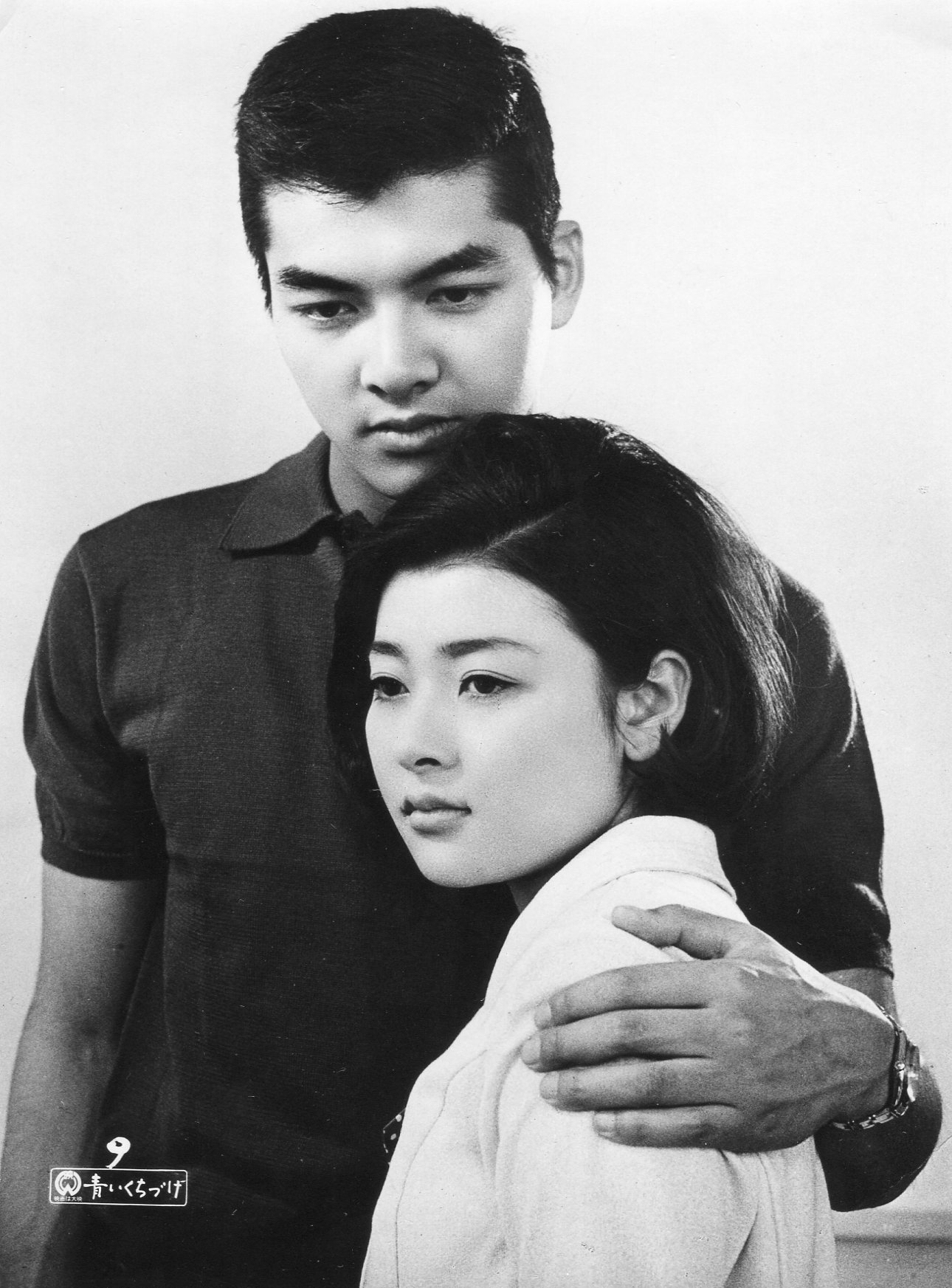
Isao Kuraishi et Miwa Takada dans Aoi kuchizuke (1965).

- 1963 : La Légende de Zatoïchi : Le Fugitif (座頭市兇状旅, Zatōichi kyōjō tabi?) de Tokuzō Tanaka
- 1963 : Maiko to ansatsusha (舞妓と暗殺者?) de Kenji Misumi
- 1963 : Kinsei mei shōbu monogatari : Hana no kōdōkan (近世名勝負物語 花の講道館?) de Shunkai Mizuho (ja)
- 1963 : Kōkō san'nensei (高校三年生?) de Yoshio Inoue
- 1963 : Momotarō samurai (桃太郎侍?) de Akira Inoue (ja)
- 1964 : Le Combat de Kyoshiro Nemuri (眠狂四郎勝負, Nemuri Kyōshirō shōbu?) de Kenji Misumi
- 1964 : Dokonjō monogatari : Zubutoi yatsu (ど根性物語 図太い奴?) de Kazuo Mori
- 1964 : Nippon mei shōbu monogatari : Kōdōkan no washi (日本名勝負物語 講道館の鷲?) de Shunkai Mizuho (ja)
- 1964 : Jūdō mei shōbu monogatari : Hissatsu ippon (柔道名勝負物語 必殺一本?) de Masateru Nishiyama
- 1964 : Kinō kieta otoko (昨日消えた男?) de Kazuo Mori
- 1964 : Aoi sei (青い性?) de Yoshio Inoue
- 1964 : Jūnanasai wa ichido dake (十七才は一度だけ?) de Yoshio Inoue
- 1964 : La Légende de Zatoïchi : La Lettre (座頭市関所破り, Zatōichi sekisho-yaburi?) de Kimiyoshi Yasuda
- 1965 : Mamiana-chō zero-banchi (狸穴町０番地?) de Keigo Kimura
- 1965 : Aoi kuchizuke (青いくちづけ?) de Yoshio Inoue
- 1965 : Suri (掏摸 (すり)?) de Tarō Yuge (ja)
- 1965 : Mesuinu dassō (牝犬脱走?) de Tarō Yuge (ja)
- 1966 : Waka oyabun kenka-jō (若親分喧嘩状?) de Kazuo Ikehiro
- 1966 : Wagai ai o hoshi ni inorite (わが愛星を祈りて?) de Kōji Shima
- 1966 : Majin (大魔神, Daimajin?) de Kimiyoshi Yasuda
- 1966 : Ai no tegami wa iku saigetsu (愛の手紙は幾歳月?) de Sōkichi Tomimoto (ja)
- 1966 : Yoidore hatoba (酔いどれ波止場?) de Akira Inoue (ja)
- 1967 : Kagiri aru hi o aini ikite (限りある日を愛に生きて?) de Shigeo Tanaka
- 1967 : Rikugun Nakano gakkō : Mitsumei (陸軍中野学校　密命?) de Akira Inoue (ja)
- 1967 : La Légende de Zatoïchi : La Route sanglante (座頭市血煙り街道, Zatōichi chikemuri kaido?) de Kenji Misumi
- 1968 : Nemuri Kyōshirō onna jigoku (眠狂四郎女地獄?) de Tokuzō Tanaka : Koyahime
- 1968 : Yōkai hyaku monogatari (妖怪百物語?) de Kimiyoshi Yasuda : Okiku
- 1968 : Nihiki no yōjimbō (二匹の用心棒?) de Kenji Misumi
- 1970 : Kigeki onna mo tsurai wa (喜劇 女もつらいわ?) de Mitsuo Ezaki
- 1982 : Karuizawa fujin (軽井沢夫人?) de Masaru Konuma